# 音楽館
株式会社音楽館（おんがくかん、英: ONGAKUKAN Co.,Ltd.）は、音楽制作ならびに業務用シミュレータの企画・開発・制作を主な事業内容とする日本の企業。本社は神奈川県川崎市幸区にある。

## 概要
フュージョンバンド・カシオペアのキーボーディストであった向谷実が、プロ用レコーディングスタジオ向けの録音機材賃貸を行う会社として1985年に設立。1993年に映像と音楽を融合させたCD-ROMソフト「Touch the Music by Casiopea」を制作したのを契機にコンピュータソフトの分野に進出し、1995年8月より、向谷の幼い頃からの夢であった電車の運転を題材にしたPC用ソフト『Train Simulator』を発売、これが事業の主軸となっていく。シリーズはPC版と家庭用ゲーム機版を通算して31作品を数える。
2005年10月1日から、鉄道ファン向けサイト「レールファン」（2019年8月末全サービス終了）の運営を東京急行電鉄から引き継いだ。
『Train Simulator』はコンシューマゲームの分野にとどまらず、2006年からは業務用シミュレータの製作を開始。東京急行電鉄および東急テクノシステムから、実際の乗務員養成に用いられるシミュレータ開発を受注、制作した。そのシミュレータには人身事故を想定して、人が線路に飛び込む表現ができるなど非常時のシミュレーションも可能になっている。
同年、プラットフォームをPlayStation 3に移し、『Railfan』を発売。同社運営サイト「レールファン」から名前を取り、それまでの「TrainSimulator」からタイトルを変更したものであるが、翌2007年発売の『Railfan 台湾高鉄』を含む2作品で終了。以降は鉄道会社、博物館向けの業務用シミュレータ制作にシフトするようになる。
2007年鉄道博物館向けにD51形式蒸気機関車シミュレータを制作。世界初ともなる本格的な蒸気機関車のシミュレータ開発には約3年もの日数を要した。動揺装置による揺れも再現し、機関士の運転の他、機関助士による投炭、給水も体験できるようになっている。
その後も展示用シミュレータとして電車とバスの博物館、鉄道博物館、キッザニア甲子園、東武博物館、九州鉄道記念館、くずはモールSANZEN-HIROBA、みさき公園わくわく電車らんど、東日本旅客鉄道E5系新幹線シミュレータを納入し、乗務員訓練用として、マレーシア鉄道公社、九州旅客鉄道向けにもシミュレータを開発している。
2012年にカシオペアを脱退したことに伴い、向谷自身関連のマネジメント業務も請け負う。
2013年1月21日に、本社を東京都世田谷区上馬から品川区東五反田に移転した。
2016年には、可動部分をパイプとし、収納時に互い違いにすることで戸袋部分をコンパクトにした軽量型ホームドアのアイディアを考案。日本信号との共同開発により実用化された。
2017年、本社を品川区西五反田のTOCビルに移転。
2017年11月、軽量型ホームドアが、九州旅客鉄道（JR九州）筑肥線 九大学研都市駅に試験導入された。
2022年9月、JR東日本向け業務用シミュレーターをコンシューマ向けに改修した「JR EAST Train Simulator」の発売を発表。当面「Steam」のみの配信を予定し、対象ハードウェアはPCのみとなる予定。早期アクセス版では、京浜東北線および八高線を体験できる。
2023年3月、本社を神奈川県川崎市幸区に移転。

## 作品

### ゲーム
- Train Simulatorシリーズ
- Railfanシリーズ
- 鉄道ゼミナールシリーズ（タイトーからの制作請負）
- 山手線命名100周年記念 電車でGO!特別編 〜復活!昭和の山手線〜（スクウェア・エニックスからの制作請負）

### 周辺機器
- USBシリアル変換ケーブル（Master Controller II for Train SimulatorとPlayStation 2を接続するケーブル）

#### 音楽CD
向谷実#ディスコグラフィーも参照。
- 京阪電車　発車メロディCOLLECTION（向谷が2007年に制作した京阪電車の発車メロディを収録）
- 海幸・山幸BGM集（付録九州新幹線BGM集）（向谷が2009年に制作したJR九州の日南観光特急『海幸山幸』のミュージックホーン、車内BGMと、九州新幹線の発車メロディ、車内チャイムを収録）
- さくら〜九州新幹線全線開業記念BGM（向谷が2011年に制作した九州新幹線の車内チャイム、発車メロディなどを収録）
- 勝手に発車メロディ東急線篇（2011年に東急百貨店で行われた「鉄道フェスティバルin SHIBUYA 2011」のために制作された櫻井隆仁アレンジによる発車メロディ風の音源などを収録。駅では使用されていない。）
- 向谷倶楽部の奇蹟（向谷の音楽活動の新しい試み『向谷倶楽部』の楽曲を収録）
- A列車で行こう（向谷が2012年に制作したJR九州のあまくさみすみ線観光特急『A列車で行こう』の車内BGM、車内チャイムを収録。iPadによる再生装置ごと同社により開発・納品されている。）
- ニコニコ生レコーディング2013（向谷のニコニコ生放送により制作過程のすべてが可視化されながら出来たCD。同社では初の全国流通。）[8]
- 京阪電車　発車メロディCOLLECTION 2013（2007年に発売された京阪電車の発車メロディを収録したものに、新曲と未発表音源が加えられたもの）[9]
- 東京メトロ東西線 発車メロディCOLLECTION（2015年5月より導入される東京メトロ東西線の発車メロディとそのアレンジバージョンを収録）[10]

### 業務用シミュレータ
- 東急教習所 5000系シミュレータ
- 鉄道博物館 D51形式 蒸気機関車シミュレータ（釜石線 花巻→岩手上郷）
- 東急東横線開通80周年記念 鉄道フェスティバル向け 東横線・みなとみらい線シミュレータ

2008年5月2日から5月7日まで東急百貨店東横店で限定公開。特急 自由が丘→渋谷、急行 自由が丘→中目黒、各停 菊名→元住吉、特急 横浜→元町・中華街の4つ区間で、5050系、9000系、Y500系の車両が運転できた。
- 電車とバスの博物館 8090系電車シミュレータ（田園都市線 中央林間→二子玉川）
- キッズシティージャパン キッザニア甲子園 阪神1000系電車シミュレータ（電車パビリオン）
- 鉄道博物館 209系シミュレータ（京浜東北線 大宮→田端）、211系シミュレータ（高崎線 大宮→籠原）

入館者が順番を待つ客室部分には、211系は車体を製造したメーカーの銘板の下に、音楽館のロゴマーク入り改造銘板が取り付けられ、209系は実車に倣い、車両番号ステッカーに同社のロゴマークが追加されている。
- 東武博物館 8000系、10030系電車、50050系電車シミュレータ（伊勢崎線［急行、区間急行］ 北千住→東武動物公園、伊勢崎線［普通］ 春日部→浅草、東上本線［急行］ 池袋→森林公園、東上本線［通勤急行］ 川越市→池袋）
- 鉄道博物館 運転士体験教室向け集合研修型鉄道運転シミュレータ

E233系を基に、基本走行を学ぶ『初級』、信号や速度制限を学ぶ『中級』、定時運転や乗り心地の良い運転を学ぶ『上級』の3つのコースで運転の仕方が体験できる。モデル線区は高崎線 大宮→籠原。
- 九州鉄道記念館 JR九州811系運転シミュレータ（鹿児島本線 門司港→折尾）

映像発生装置や内容を改修。音声と表示で運転をガイドする『ビギナー』、表示のみでガイドする『ノーマル』、ガイドは一切無くATSの確認操作が要求される『プロフェッショナル』と3つのモードを選択できる。
- 九州旅客鉄道 ATS-DK研修用シミュレータ

九州旅客鉄道の信号保安装置―ATS-DKの動作を模擬した乗務員の研修用シミュレータを担当。
- 鉄道フェスティバル 2012 in SHIBUYA向け 東横線シミュレータ

2012年5月3日から5月8日まで東急百貨店東横店で限定公開。当時、東京メトロ副都心線との相互直通運転に向けて地下化工事中だった東横線代官山〜渋谷間を図面や取材を基に作成したCG版シミュレータ。
- くずはモール SANZEN-HIROBA

くずはモールの南館「ヒカリノモール」内に設けられたSANZEN-HIROBAに、京阪旧3000系（3505号車）の「デジタル動態保存」、8000系シミュレータ、2600系シミュレータを設置。デジタル動態保存とは、車両そのものは動かない（静態保存）ものの、映像や音声などを使い、あたかも動いているかのように見せる、臨場感のある展示方法。3505号車デジタル動態保存は、インターネットによる事前受付制で運転体験をすることができる。
- みさき公園 わくわく電車らんど

計器類を前方画面内にCGで表示させた省スペース型のシミュレータ。南海電気鉄道1000系を模擬し、マスコンハンドル、ブレーキハンドルは子ども向けに開発されている。
- 東日本旅客鉄道 向けE5系新幹線シミュレータ

InnoTrans 2014で初公開された。運転台には一部実機器を使用し、新幹線の信号保安装置DS-ATCや各種機器の動作を再現。地震・非常通報など、異常時の体験も可能で、日本語と英語の両方に対応している。モックアップ車体は分割可能で可搬型のシミュレータとなっている。